# 가진항
가진항(加津港)은 강원특별자치도 고성군 죽왕면 가진리에 있는 어항이다. 1972년 5월 4일 지방어항으로 지정하여 관리하고 있다. 시설관리자는 고성군수이다.

공현진항 북쪽의 덕포단 내측에 위치하고 있는 비교적 큰 규모의 어항시설을 갖추고 활발하게 어로작업을 하는 어항이다. 국도에서 멀리 위치하는 관계로 관광객들이 많이 찾지 않는 조용하고 아늑한 어촌이다.

## 어항구역
가진항의 어항구역은 다음과 같다.
- 수역
  - 산14번지 남단(N38˚ 21´ 54.133˝, E126˚ 30´ 56.548˝, X:540,627.078, Y:157,427.535)에서 253°방향으로 315m지점(N38˚ 21´ 44.347˝, E126˚ 30´ 52.820˝, X:540,325.842, Y:157,335.438), 이점에서 163°방향으로 300m지점(N38˚ 21´ 47.142˝, E126˚ 30´ 40.982˝, X:540,413.554, Y:157,048.547), 이점에서 85°방향으로 163m지점 503-4번지 북단(N38˚ 21´ 52.422˝, E126˚ 30´ 41.571˝, X:540,576.268, Y:157,063.710)을 순차적으로 연결한 선이 해안선과 맞닿는 선내의 공유수면
- 육역
  - 고성군 죽왕면 가진리 46-1 (잡종지, 2542m2)
  - 고성군 죽왕면 가진리 46-2 (제방, 1132m2)
  - 고성군 죽왕면 가진리 46-3 (잡종지, 2733m2)
  - 고성군 죽왕면 가진리 46-4 (제방, 414m2)
  - 고성군 죽왕면 가진리 46-5 (제방, 286m2)
  - 고성군 죽왕면 가진리 46-6 (제방, 23m2)
  - 고성군 죽왕면 가진리 46-7 (잡종지, 3234m2)

## 항해 정보
목표물로는 돌출된 덕포단이 현저하다. 항내 수심은 1.2m, 저질은 모래이며, 물양장에 20톤 미만의 소형선박 접안이 가능하다. 덕포단 앞쪽의 사공바위 부근의 항내에는 다수의 암암이 있어 주의하여야 한다.

## 시설 현황
방파제와 방사제, 물양장이 축조되어 있고 급유는 수협 탱크로리, 급수는 자체 조달, 선박 수리는 거진항의 수리시설을 이용하고, 폐유저장고는 방파제 기부에 있으며, 수협에서 수거한다.

## 주요 어종
지역수산물은 청어, 가자미, 임연수어 등이고 가리비를 양식한다.